# Светојурски Врх
Светојурски Врх је насељено место у саставу града Преграде у Крапинско-загорској жупанији, Хрватска. До територијалне реорганизације у Хрватској налазио се у саставу старе општине Преграда.

## Становништво
На попису становништва 2011. године, Светојурски Врх је имао 166 становника.

## Попис1991.
На попису становништва 1991. године, насељено место Светојурски Врх је имало 222 становника, следећег националног састава:
| Попис 1991.‍ | Попис 1991.‍ | Попис 1991.‍ | Попис 1991.‍ | Попис 1991.‍ |
| ----------- | ----------- | ----------- | ----------- | ----------- |
|             |             |             |             |             |
| Хрвати      | Хрвати      |             | 221         | 99,54%      |
| непознато   | непознато   |             | 1           | 0,45%       |
| укупно: 222 |             |             |             |             |